# Bujaru
Bujaru este un oraș în Pará (PA), Brazilia.